# Shame (2011)
Shame is een Britse dramafilm uit 2011 geregisseerd door Steve McQueen. De hoofdrollen worden gespeeld door Michael Fassbender, Carey Mulligan, James Badge Dale en Nicole Beharie. Shame ging in première op het filmfestival van Venetië in 2011.

## Verhaal
Brandon (Michael Fassbender) werkt in de reclamebranche. Op het oog is hij succesvol, maar hij kampt met seksverslaving. Dan komt zijn zus Sissy (Carey Mulligan) tijdelijk bij hem wonen. Als Sissy seks heeft met Brandons baas David (James Badge Dale) en daarna bij Brandon in bed wil komen liggen wordt hij boos op zijn zus en stuurt haar weg. Later, als Sissy ontdekt dat Brandon op zijn laptop naar porno kijkt en webcamseks heeft, wordt Brandon nog bozer en stuurt haar het huis uit. Intussen probeert Brandon een serieuze date te regelen met zijn collega Marianne (Nicole Beharie), maar het lukt hem niet bij haar een erectie te krijgen. Nadat Sissy probeert de ruzie met Brandon bij te leggen, gaat Brandon opnieuw de stad in om daar weer willekeurige seks met onbekenden te zoeken. Als Brandon naar huis gaat vindt hij zijn zus die een zelfmoordpoging heeft gedaan. Ze overleeft het. De film eindigt met Brandon die in de metro zit, tegenover een vrouw met wie hij al eerder geflirt had.

## Rolverdeling
- Michael Fassbender - Brandon
- Carey Mulligan - Sissy
- James Badge Dale - David
- Nicole Beharie - Marianne
- Alex Manette - Steven
- Lucy Walters - vrouw in metro
- Elizabeth Masucci - Elizabeth
- Mari-Ange Ramirez - Alexa
- Hannah Ware - Samantha
- Amy Hargreaves - minnares in hotel